# St. Severin (Wenden)

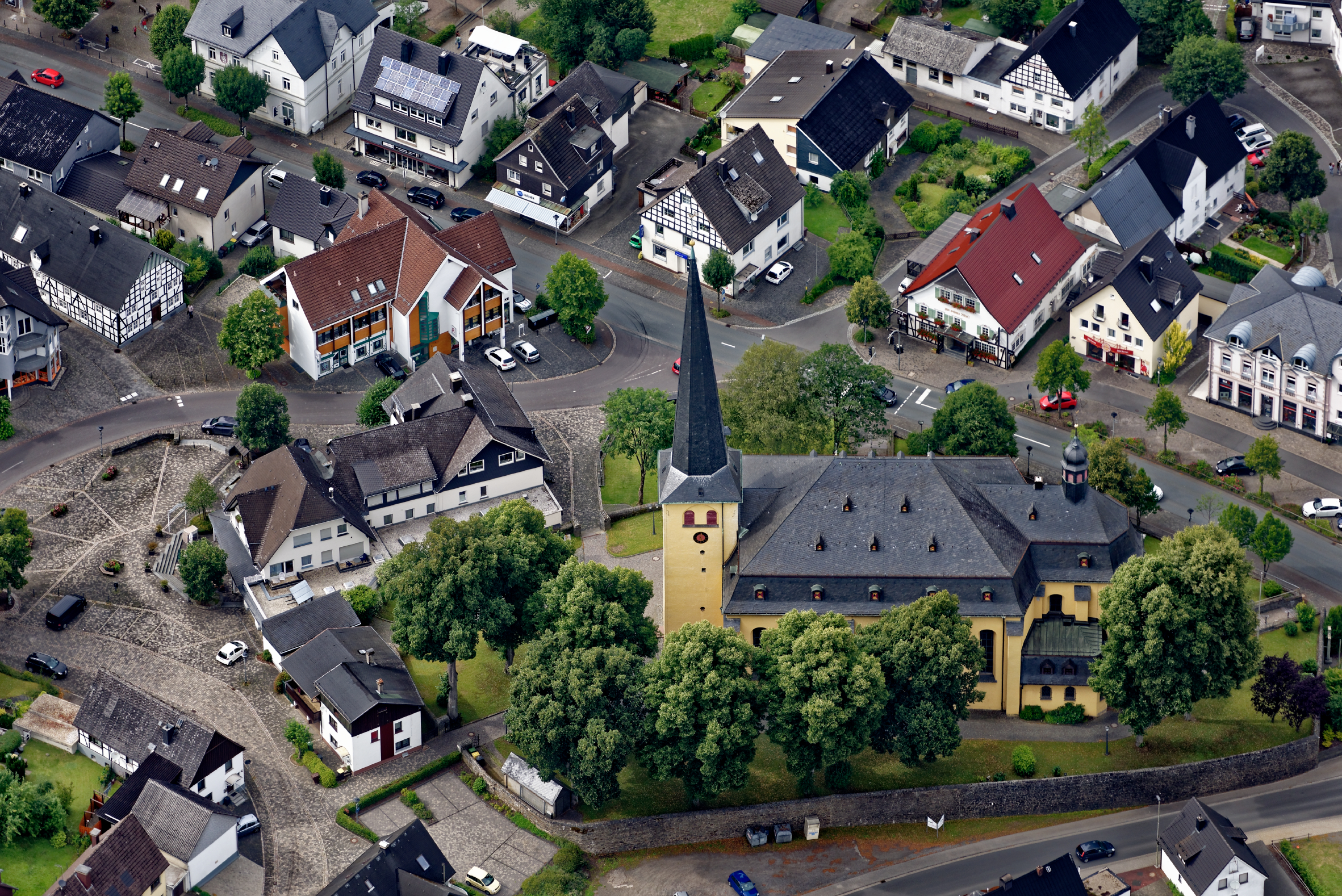
Luftaufnahme

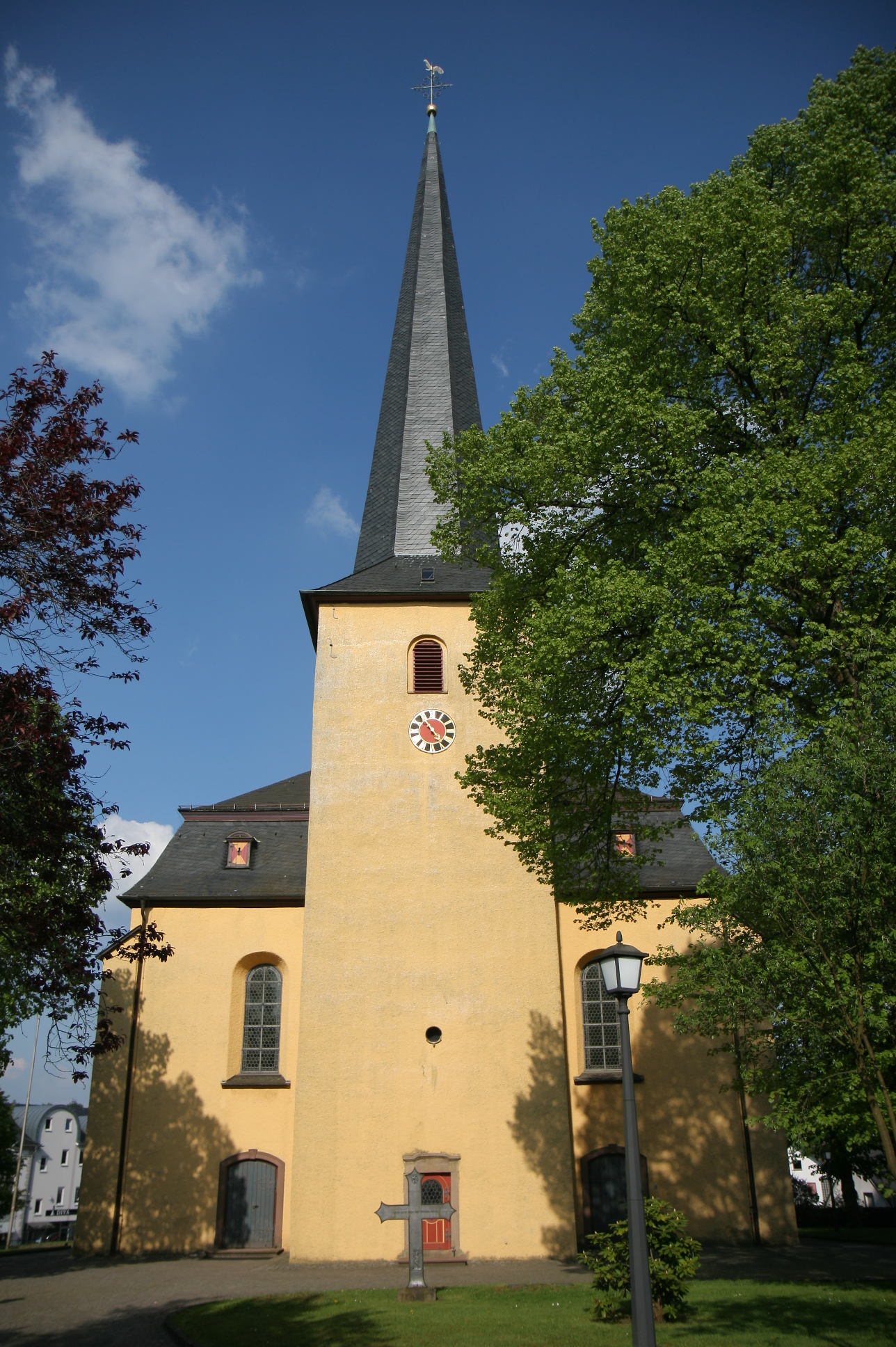
St. Severin

Die katholische Pfarrkirche St. Severin ist ein denkmalgeschütztes Kirchengebäude in Wenden, einer Gemeinde im Kreis Olpe in Nordrhein-Westfalen. Das Gebäude steht inmitten des Ortes und ist weithin sichtbar. Die Kirchengemeinde gehört zum Pastoralverbund Wendener Land im Erzbistum Paderborn.

## Geschichte und Architektur
Die Kirche war eine Filialkirche von Drolshagen. Erstmals urkundlich erwähnt wurde 1179 eine Kapelle. Sie wurde um 1300 als Capella genannt, die Besetzung stand dem Propst von St. Severin in Köln zu. Die Vorgängerkirche wurde etwa in der Mitte des 14. Jahrhunderts erbaut; die Grundmauern wurden während der Renovierung von 1987 bis 1988 teilweise ergraben. Kirche und Dorf brannten 1714 fast vollständig nieder. Die Grundmauern standen noch und so wurde unverzüglich wieder ein Dach aufgelegt. Die Altäre wurden renoviert, eine neue Orgel, neue Bänke und neue Glocken wurden angeschafft. Mit der Zeit wuchs die Bevölkerung an, so dass die Kirche zu klein wurde.
Die bestehende Kirche wurde von 1750 bis 1751 von dem Tiroler Maurermeister Franz Beyer um die alte Kirche herum gebaut. Bis zur Fertigstellung der Neuen wurde noch Gottesdienst in der Alten gehalten, dann wurde sie abgerissen. Aus den Steinen wurde der Chorraum mit 5/8-Schluss gemauert, das Holz wurde im Dachstuhl verarbeitet. Das Gebäude ist eine stattliche, fünfjochige Hallenkirche mit eingezogenem, geschlossenem fünfseitigen Chor. Der Westturm ist im Kern älter, er ist mit einem Spitzhelm bekrönt. Die Ostwände der Seitenschiffe sind abgeschrägt, die Grundformen sind gotisierend. Das Mansarddach ist für Kirchenbauten in Westfalen ungewöhnlich. In den Bildnischen über den Pilasterportalen befinden sich Heiligenfiguren, die Johann Nikolaus Düringer 1752 schuf. Der Triumphbogen ist mit farbig gefasstem Stuckdekor geschmückt. Die Ausstattung des alten Gebäudes wurde übernommen.

## Ausstattung
- Die Altäre entstanden von 1699 bis 1714 in der Werkstatt von Johannes Sasse
- Eine Kreuzigungsgruppe von Johann Nikolaus Düringer
- An den Pfeilern die Figuren der zwölf Apostel
- Rokokobeichtstühle mit den Figuren des Hl. Petrus und der Hl. Magdalena
- Eine Kanzel von 1752
- Eine Doppelmadonna von 1757

## Orgel
Die Orgel mit ihrem barocken Prospekt wurden 1751–1755 von Bartholomäus Boos aus Koblenz und seinem Sohn Joseph Boos gebaut. Sie verfügte über 23 Register, die auf zwei Manuale und Pedal verteilt waren. Im Jahr 1860 erfolgte ein Umbau. Die Firma Anton Feith baute 1903 ein neues Werk mit pneumatischer Traktur hinter den alten Prospekt, wobei einige Register von 1860 erhalten blieben. Die heutige Orgel geht auf einen Neubau aus dem Jahr 1975 durch Franz Breil zurück, der sieben Register von 1860 und acht Register von 1903 einbezog. Eine Renovierung ist geplant, die den Einbau eines neuen Spieltisches und der beiden fehlenden Register einschießt. Die Disposition lautet wie folgt:
| I Hauptwerk C–g3 |                |       |        |
| 1.               | Bourdon        | 16′   | 1903   |
| 2.               | Principal      | 8′    | 1860   |
| 3.               | Gedackt        | 8′    | 1755   |
| 4.               | Viola di Gamba | 8′    | 1903   |
| 5.               | Octav          | 4′    | 1903   |
| 6.               | Hohlflöte      | 4′    | 1903   |
|                  | Nasat          | 2 ⁄3′ | vakant |
| 7.               | Waldflöte      | 2′    | 1860   |
| 8.               | Kornett III–IV | 2 ⁄3′ | 1903   |
| 9.               | Mixtur IV–V    | 2′    | 1975   |
| 10.              | Trompete       | 8′    | 1975   |

| II Unterwerk C–g3 |                  |        |        |
| 11.               | Lieblich Gedackt | 8′     | 1860   |
| 12.               | Trichterflöte    | 8′     | 1860   |
| 13.               | Principal        | 4′     | 1903   |
| 14.               | Rohrflöte        | 4′     | 1860   |
| 15.               | Oktav            | 2′     | 1975   |
| 16.               | Terz             | 1 3⁄5′ | 1975   |
| 17.               | Quinte           | 1 ⁄3′  | 1975   |
| 18.               | Scharf IV        | 1′     | 1975   |
|                   | Oboe             | 8′     | vakant |
| 19.               | Krummhorn        | 8′     | 1975   |
|                   | Tremulant        |        |        |

| Pedal C–f1 |            |       |      |
| 20.        | Principal  | 16′   | 1903 |
| 21.        | Subbass    | 16′   | 1903 |
| 22.        | Octavbass  | 8′    | 1860 |
| 23.        | Pommer     | 8′    | 1975 |
| 24.        | Choralbass | 4′    | 1860 |
| 25.        | Mixtur IV  | 2 ⁄3′ | 1975 |
| 26.        | Posaune    | 16′   | 1975 |